# Impliziter Autor
Der implizite Autor (englisch implied author) ist ein Begriff aus der Literaturwissenschaft, der von Wayne C. Booth im Jahre 1961 eingeführt wurde. Nach Booth bezeichnet der Terminus das Bild, das sich der Leser durch die Lektüre dieses Textes vom Autor machen kann. Er stellt somit eine vermittelnde Instanz zwischen dem tatsächlichen Autor und dem Erzähler dar. Wolf Schmid spricht in diesem Zusammenhang von einem „abstrakten Autor“ und zeigt die Entstehung des Begriffs im Zusammenhang zu Wiktor Wladimirowitsch Winogradows Entsprechung des „Autorbildes“ (russisch образ автора obraz avtora).
Der implizierte oder abstrakte Autor ist die während des Prozess der Rezeption hypostasierte Quelle eines Textes. Der Begriff lässt sich weder mit dem empirischen Autor noch mit dem textimmanenten Erzähler (Erzählinstanz) gleichsetzen. Während der textimmanente Erzähler die „Stimme“ im Text repräsentiert, setzt der implizierte Autor den Erzähler als „Stimme“ ein. Der abstrakte Autor wird Teil der von ihm geschaffenen Bedeutungsstruktur, die nicht nur die Oberfläche des Textes (text surface), sondern auch dessen Konnotationen und Implikationen umfasst. 
Der implizite Autor ist die Autorfigur, die der Leser beim Lesen oder Hören eines Werkes konstruiert, dabei weicht der implizite Autor immer vom realen Autor ab. Ferner wird der abstrakte Autor in den unterschiedlichen Textproduktionen als differenter impliziter Autor konstruiert. Auch ist der implizite Autor vom Erzähler eines fiktionalen Textes zu unterscheiden.
Der implizite oder abstrakte Autor obzwar in einem erzählenden Text immanent vorhanden, ist aber nur implizit, virtuell, angezeigt durch die Spuren, die die schöpferischen Akte der Verschriftlichung hinterlassen haben rekonstruierbar, das bedeutet die aktive Partizipation oder Konkretisation durch den Leser. Dadurch mündet jeder Leseakt in ein Ergebnis eines jeweils anderen abstrakten Autors. Damit wird der abstrakte Autor zu einem werkimmanenten Repräsentanten des realen Autors.
Diesem steht der fiktive oder abstrakte Leser oppositionell Gegenüber.

## Konzeption
Der Begriff des impliziten Autors umfasst nach Booth dabei sowohl die Struktur und Bedeutung eines literarischen Textes als auch dessen Werte- und Normensystem („the core of norms and choices“, S. 74) und fungiert als heuristisches Konzept zur Interpretation insbesondere von narrativen Texten.
Der implizite Autor bezeichnet dabei die Größe, die aus dem Text selbst heraus, aber auch aus dessen Bezügen auf andere Texte bzw. aus dessen Kontext heraus abzuleiten ist und vom Leser als ordnende Instanz des literarischen Bedeutungsgeschehens begriffen wird.
Booths Konzeption einer „normativen Rhetorik der Erzählkunst“ zufolge sind literarische Werke „intentional strukturierte normative Welten“; demgemäß ist dieser ebenso einflussreiche wie kontroverse Begriff „integraler Bestandteil einer ethisch orientierten rhetorischen Analyse“ (ethical criticism), die in der Rhetorik der Erzählkunst einen Schlüssel zum Verständnis der Textintention (text intent) und des Wertesystems des Autors liefern will.
Die Einführung dieses Terminus ermöglicht es den primär werkimmanent ausgerichteten literaturwissenschaftlichen Ansätzen in der Nachfolge des new criticism, zumindest wieder „implizit“ den Autor und seine Intentionen in die Werkanalyse einzubeziehen, ohne sich dem Einwand eines Biografismus auszusetzen.
Booth lässt bei seiner Definition allerdings einige Fragen offen, da er den impliziten Autor nicht einheitlich bestimmt. Einerseits spricht er davon, dass der implizite Autor ein vom realen Autor beim Schreiben entworfenes Selbstbildnis ist, andererseits zählt für ihn auch das lesergenerierte Bild vom Autor ebenfalls dazu.
Befürworter des Konzepts heben trotz der Unbestimmtheitsstellen in Booths Konzept dessen interpretatorische Nützlichkeit hervor, beispielsweise zur Analyse erzählerischer Unzuverlässigkeit, und nutzen die Vorstellung eines impliziten Autors für synonym verwendete Begriffe wie „Subjekt des Werkganzen“ oder „abstrakter Autor“.
Diese Begrifflichkeiten bezeichnen allesamt im Kommunikationsmodell literarischer Texte eine „stimmenlose“ Sendeinstanz, die zwischen den Kommunikationsebenen des realen historischen Autors und denen des fiktiven Erzählers bzw. der fiktiven Figuren angesiedelt ist und sich nicht explizit äußert, sondern vom Leser erschlossen werden muss.
Das Pendant zum impliziten Autor auf der Seite des Lesers ist der implizite Leser.

## Rezension und kritische Würdigung
Konzeptuell ist der implizite Autor in der neueren Literaturwissenschaft und Literaturtheorie, wie oben erwähnt, durchaus nicht unumstritten. So ist z. B. Gérard Genette der Auffassung, dass mit dem impliziten Autor in Wahrheit entweder der reale empirische Autor, oder aber die Gesamtbedeutung des Werkes gemeint ist. In beiden Fällen sei es unnötig, eine zusätzliche Instanz wie den impliziten Autor einzuführen.
In der kritischen Auseinandersetzung mit dem Konstrukt des impliziten Autors wird darüber hinaus neben dessen begrifflicher Vagheit vor allem der unbestimmte Status im Kommunikationsmodell der literarischen Texte moniert. Bei dem impliziten Autor und seinem abstrakten Korrelat auf der Empfängerseite, dem impliziten Leser, handele es sich nicht um personalisierbare und pragmatisch bzw. deiktisch fassbare Sprecherinstanzen, sondern um semantische Kategorien in der Gesamtbedeutung bzw. dem Werte- und Normensystem des literarischen Textes.
Über die literaturtheoretischen Widersprüche in dem Konzept hinausgehend, rügen Kritiker wie Mieke Bal und Genette ebenfalls die „theoretisch und methodisch bedenkenlose“ Verwendung dieses Begriffs und plädieren dafür, im Rahmen einer auf die Beschreibung von Textmerkmalen ausgerichteten Erzähltheorie auf ein solches „anthropomorphisierte[s]“ Konzept zu verzichten.
Im Zuge des Ausgangs des 20. Jahrhunderts in der neueren literaturwissenschaftlichen bzw. literaturtheoretischen Diskussion proklamierten Rückkehr des Autors hat allerdings ungeachtet der Entwicklung von Alternativkonzepten Booths Begriff des impliziten Autors eine Renaissance erlebt und eine erneute Bedeutung in der Praxis der Literaturinterpretation erfahren.
Siehe auch:
- Erzähltheorie
- Rezeptionsästhetik